# Челмет
«Челме́т» — хоккейный клуб из Челябинска. Основан в 1948 году под названием «Металлург». Именовался также «Мечелом». С сезона 2010/11 выступает в ВХЛ.

## История
Хоккейный клуб «Металлург» (Челябинск) был создан в декабре 1948 года. Представлял ОАО ЧМК (Челябинский металлургический комбинат), входящий в ОАО «Мечел». С 1990 по май 2012 года команда носила название «Мечел», с мая 2012 года называется «Челмет».
В чемпионатах СССР играл с сезона 1956/57 годов: в 1957—1969 годах — в классе «Б», в 1970, 1971, 1976, 1977, 1982—1985 годах — во второй лиге класса «А», с 1985 по 1997 год — в первой союзной лиге и первой лиге чемпионата России. С 1997 по 2003 год команда выступала в Суперлиге. С 2003 года стала участвовать в высшей лиге чемпионата России, с 2010 года — в ВХЛ.
9 апреля 2012 года руководители Стальной группы «Мечел» решили, что больше не будут финансировать клуб. Затем команда по решению губернатора Михаила Юревича перешла в собственность хоккейного клуба «Трактор». В мае 2012 года команда была переименована в «Челмет». В 2014 году клуб, при поддержке администрации города, на Центральном стадионе Челябинска принимал Русскую классику Высшей хоккейной лиги, в которой уступил тольяттинской Ладе.

### Тренеры
- 1956—1958: Александр Иванович Зуев
- 1958—1959: Марк Юрьевич Федченко
- 1959—1960: Николай Иванович Черненко
- 1960—1967: Николай Иванович Захаров
- 1967—1971: Юрий Иванович Мальцев
- 1975—1980: Пётр Васильевич Дубровин
- 1980—1981: Сергей Михайлович Григоркин
- 1981—1984: Юрий Михайлович Перегудов
- 1984—1987: Анатолий Зиновьевич Картаев
- 1987—2002: Николай Михайлович Макаров
- 2002—2003: Сергей Викторович Парамонов
- 4 декабря 2002 — 6 февраля 2003: Владимир Филиппович Васильев
- 6 февраля 2003 — 1 февраля 2004: Сергей Викторович Парамонов
- 1 февраля 2004—2007: Евгений Александрович Зиновьев
- 2007—2009: Александр Степанович Глазков
- 2009—2011: Сергей Викторович Парамонов
- 2011—2013: Анатолий Григорьевич Тимофеев
- 2013—2014: Евгений Владимирович Галкин
- 2014—2015: Алексей Викторович Тертышный
- 2015—2016: Александр Егорович Рожков
- 2016—2017: Игорь Валерьевич Знарок
- 30 сентября 2017 — 24 (25)[3] сентября 2018: Алексей Викторович Тертышный
- 24 (26) сентября 2018 — 1 (2) января 2019: Гусманов, Равиль Мидехатович
- 2 января — 30 апреля 2019: Игорь Валерьевич Знарок
- 13 мая[4] — 3[5] (5)[6] ноября 2019: Максим Борисович Смельницкий
- 3 (5) ноября 2019—2021: Алексей Викторович Тертышный
- 2021—2024: Максим Борисович Смельницкий
- с 18 июня 2024[7]: Марат Рафкатович Аскаров

## Достижения
- серебряный призёр чемпионата РСФСР: 1977
- бронзовый призёр чемпионата РСФСР: 1963
- Чемпион и обладатель кубка Урала 1995 года.
- Чемпион Урала и Западной Сибири 1996, 1997 годов.

### Лучшие результаты в Суперлиге
- 8 место — в сезоне 2000—2001
- Набранные очки — 72 (2000-01 г.)
- Заброшенные шайбы — 135 (1998-99 г.)
- Пропущенные шайбы — 107 (2000-01)
- Победы — 22 (1998-99)
- Поражения — 19 (2000-01)
- Победные серии — 6 (2000-01)
- Самая крупная победа в суперлиге — 7:1 — ХК «Липецк»(1999—2000).
- Самое крупное поражение — 0:8 — от «Лады» (Тольятти) в 1998 году.

### Статистика
- Больше всего игр провёл Марат Аскаров — 224.
- Лучший снайпер в суперлиге — Константин Перегудов −33.
- Ассистент — Сергей Соломатов — 33.
- Бомбардир — Константин Перегудов — 63 (33+30).
- Лучший снайпер за сезон — 14 — Игорь Варицкий (2003 г.)
- Бомбардир сезона — Бец Максим — 32 (12+20) (1999)
- Больше всех в чемпионатах забросил Михаил Пашинцев — 181 шайба.
- Лучший снайпер за сезон — 58 шайб — Борис Молчанов.
- Лучший бомбардир за сезон — Борис Молчанов 84 (52+32).
- Лучшая тройка нападения — Б. Молчанов (58) — В. Быков (51) — А. Белокопытов (35) — 144 (1980 г.)
- Лучший сезон по набранным очкам — 90 (1984-85)
- Максимальное число забитых за сезон шайб — 352 (1984-85)
- Лучшая разность забитых и пропущенных шайб + 183(352:169) (1984-85)
- Число побед за сезон — 51 (1984-85)
- Победная серия — 15 (1984-85)
- Беспроигрышная серия — 29 (1984-85)
- Бомбардир одного матча — Б. Молчанов — 5 шайб в матче с Локомотивом г. Москва 12 октября 1979, 7:6.
- Самая крупная победа в истории клуба — 23:0 над «Зауралье» Курган (1963-64 г.).
- Самое крупное поражение 2:19 от Динамо Рига (1969-70).
- Рекордсмен по количеству матчей за клуб — 728 — Валерий Андреев. 15 сезонов в «Мечеле».

### Лучшие снайперы
| Имя            | Шайбы |
| -------------- | ----- |
| М. Пашинцев    | 181   |
| М. Природин    | 169   |
| М. Кривошлык   | 166   |
| С. Ларичев     | 156   |
| А. Белокопытов | 146   |
| С. Хрущёв      | 133   |
| В. Боровиков   | 123   |
| С. Кулев       | 121   |
| И. Калянин     | 100   |
| С. Шадрин      | 90    |
| Е. Зиновьев    | 84    |
| С. Смирнов     | 71    |
| О. Семендяев   | 62    |
| Н. Макаров     | 57    |
| Е. Шубников    | 56    |
| Е. Гуров       | 55    |
| В. Быков       | 51    |

## Известные игроки
За первую сборную СССР и России выступали бывшие игроки «Мечела» («Металлурга»): Владимир Меринов, Сергей Стариков, Вячеслав Быков, Анатолий Чистяков, Олег Знарок, Валерий Карпов, Валерий Никулин, Игорь Варицкий, Андрей Сапожников, Олег Давыдов, Равиль Гусманов, Андрей Зуев, Сергей Тертышный.
Множество игроков прошло через вторую, а также молодёжную и юношескую сборные СССР и России. В сезоне 1989-90 игроки «Мечела» М. Емельянов, А. Копоть и Р. Гусманов стали серебряными призёрами чемпионата Европы среди молодёжи. Антон Белов — бронзовый призёр чемпионата мира 2003 среди юниоров, чемпион мира 2004 среди юниоров, серебряный призёр чемпионата мира - 2005 среди молодёжных команд. Евгений Хацей выиграл Кубок Европейских чемпионов в 2005 году. Игрок сборной России Данис Зарипов. Воспитанник хоккейной школы «Мечел» Антон Бурдасов — Чемпион мира 2011 года в составе молодёжной команды России. Отыграл все 7 встреч на турнире. Защитник 1989 года рождения Михаил Пашнин, выступавший за молодёжную сборную России и выигравший бронзовые медали молодёжного чемпионата мира 2009 года, также является воспитанником челябинского Мечела.

## Стадионы
- До 2012 года клуб проводил домашние игры в ледовом дворце «Мечел». Вместимость 2800 зрителей.
- С 2013 года новым домом для клуба стал Дворец спорта «Юность». Построен в 1967 году. Вместимость 3650 зрителей.